# Klewień (rzeka)
Klewień (ros. Клевень, ukr. Клевень) – rzeka na południowym zachodzie europejskiej części Rosji (obwód briański i kurski) i na Ukrainie (obwód sumski).

## Geografia
Jest prawym dopływem Sejmu. Jego długość to 113 km, a powierzchnia dorzecza – 2660 km².
Rzeka wypływa ze źródeł na Wyżynie Środkoworosyjskiej w rejonie siewskim obwodu briańskiego (osiedle Chinielskij), a do Sejmu wpada na Ukrainie, w obwodzie sumskim (wieś Kamiń).

## Dopływy
Głównymi dopływami Klewienia są: Łoknia, Esmań (prawe), Obiesta, Bieriuszka (lewe).